# Kulusuk
Kulusuk (antigamente: Qulusuk ou Kap Dan) é um assentamento no município Sermersooq no sudeste da Gronelândia, localizada numa ilha com o mesmo nome. A população do assentamento era de 286 em 2010. Na língua da Gronelândia, o nome da aldeia significa "o peito de um mergulhão negro".

## População
A população de Kulusuk diminuiu quase 18% em relação aos níveis de 1990, e por quase 14% em relação aos níveis de 2000.

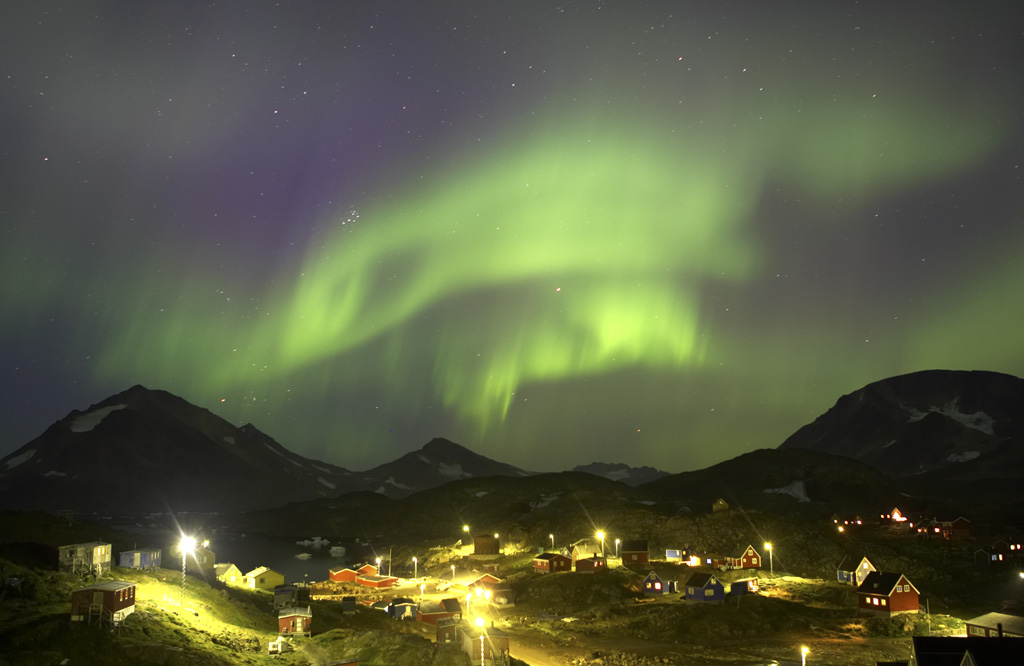
Aurora boreal em Kulusuk